# Matti Caspi

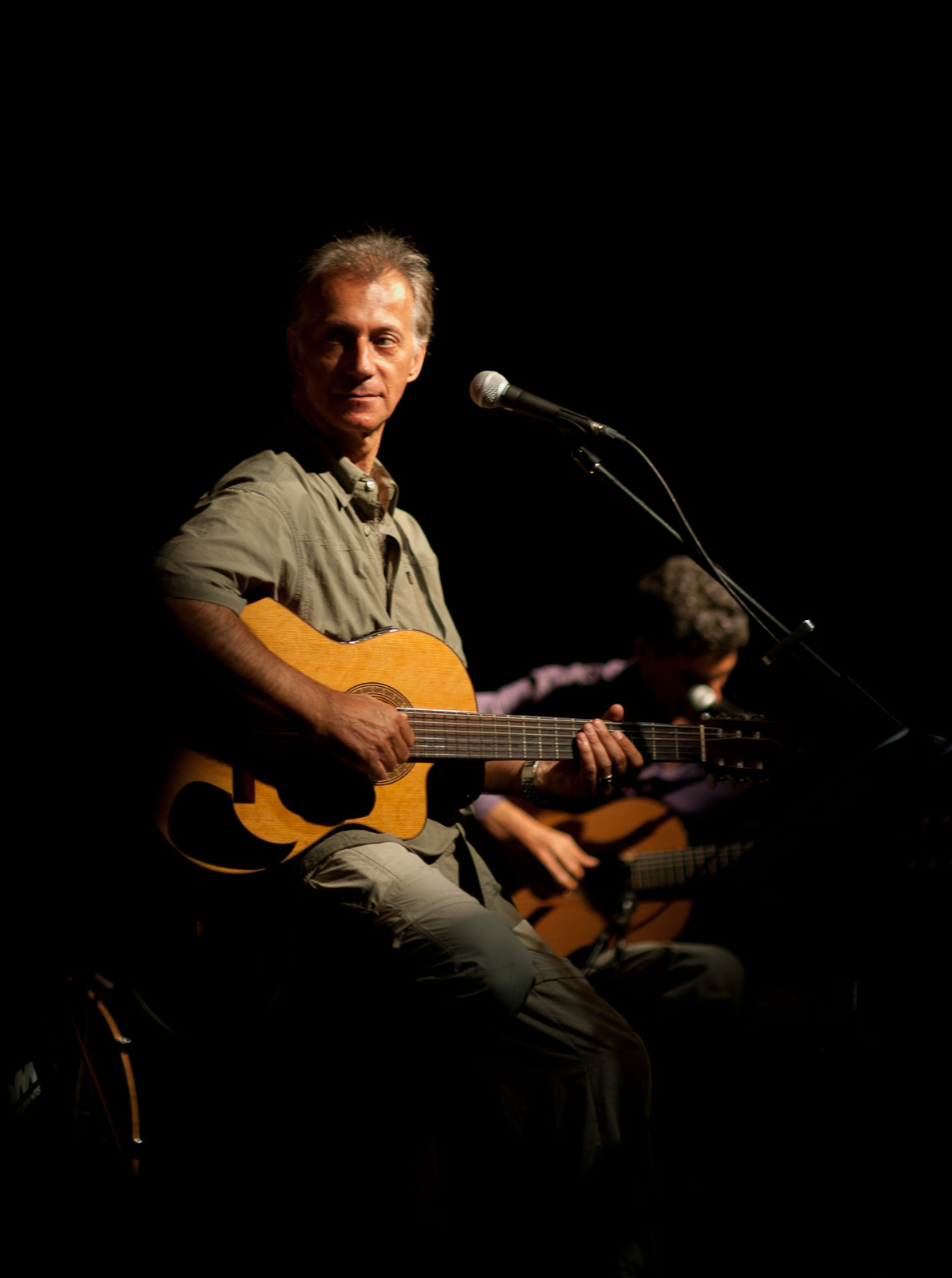
Matti Caspi

Matti Caspi (hebreo: מתי כספי Matti Caspi (Hanita, Israel, 1949) es un compositor y cantautor israelí. Está considerado como uno de los músicos más importantes de Israel.

## Biografía
Nació en el Kibutz Hanita en Alto Galilea en el 1949. Estudió piano en el Conservatorio de Nahariya. Pronto después de su servicio militar forma un trío con dos amigos, Gidi Oron y Ya’akov Noy llamado Los Tres Gordos. Con este trío Caspi se lanza con su primer éxito musical Ani Met (Me estoy muriendo). Después de su servicio militar este trío fue renombrado el I Don’t Care trío. Durante la guerra de Yom Kipur hizo giras por bases militares con Leonard Cohen, quien colabora en los arreglos de su tema Lover, Lover, Lover.
Durante la década de los 70 colaboró musicalmente con Ehud Manor (otro cantautor israelí) y grabó sus canciones más populares: Lo Yadati SheTelchi Mimeni (No sabía que me abandonarías), Brit Olam (Testamento de Amor), y Shir HaYonah. (Canción de la Paloma) 
Durante las próximas décadas, Caspi tuvo un a carrera musical muy prolífica, grabando docenas de álbumes y colaborando con los músicos más importante de Israel de ese periodo: Shlomo Gronich, Ehud Manor, Yehudit Ravitz, y Shalom Hanoch. 
En el 1993 se divorcia de su esposa, Dorin, y se radica en los EE. UU. con su nueva esposa Raquel – también música. En el 1997 vuelve a Israel y se embarca en una gira con actuaciones en varios lugares e incluyendo el Festival de Arad. Caspi ha lanzado varios otros álbumes, e incluyendo su más último: At Ha’Isha Sheli (Eres Mi Mujer) lanzado en agosto de 2005. 
Matti Caspi es considerado uno de los músicos más popular e importante de Israel y ha grabado cerca de un millar de canciones – canciones originales y traducciones e interpretaciones de temas antiguos. Su estilo musical es muy conocido, en especial sus harmonías y su estilo único de componer. La musicóloga Tzipi Fleischer comento:

Es el genio entre sus artistas contemporáneos, ha elevado la música del mundo a un nuevo nivel. Solo Caspi ha inventado su propio lenguaje musical. Cada vez que me siento a analizar sus harmonías me siento nuevamente asombrada. El hecho que funciona como interprete, arreglador y conductor ha creado en el una cierta reservación e introversión – pero el hecho es que es un músico sin limites. Caspi, fue el promotor de la sofisticación y los estándares occidentales a la región.

Con algunos artistas Israelíes (principalmente con Riki Gal) no solo hizo el papel de compositor sino también de productor. En el 1996, tomo completa responsabilidad por la producción y composición de las canciones del álbum Ohevet Otcha Yoter (Te Quiero Más) de Riki Gal. 
No es fácil clasificar su estilo musical, sus influencias han sido la música clásica, la música gitana, la música latina, en especial la Brasileña, el Jazz y el Rock y otros géneros musicales. Es posible escuchar elementos de todos estos géneros en su música. Uno de sus principales influencias fue Sasha Argov; Caspi, incluso, grabó 2 álbumes de sus canciones con la propia colaboración de Argov. 